# Steironepion minor
Steironepion minor är en snäckart som först beskrevs av C. B. Adams 1845.  Steironepion minor ingår i släktet Steironepion och familjen Columbellidae. Inga underarter finns listade i Catalogue of Life.